# Haplidus laticeps
Haplidus laticeps là một loài bọ cánh cứng trong họ Cerambycidae.